# Liste des îles de Djibouti
Voici une liste des îles du Djibouti.

## Mer rouge
- partie de sud de l'île de douméra (12° 42′ 45″ N, 43° 08′ 58″ E)
- Kallîda (12° 43′ 06″ N, 43° 09′ 23″ E)

## Golfe d'Aden
- Îles des Sept Frères (12° 28′ 12″ N, 43° 25′ 43″ E)  
  - Kaḏḏa Dâbali
  - Horod le `Ale
  - `Ounda Komayou
  - Tolka
  - Sawabi`
  - `Ounda Dabali
  - H̱amra
- Île Moucha (11° 43′ 28″ N, 43° 11′ 30″ E)
- Ouaramous (11° 33′ 05″ N, 43° 11′ 19″ E)

## Ghoubbet-el-Kharab
- Îles du Diable(11° 32′ 10″ N, 42° 32′ 17″ E)